# Kasteel van La Chapelle-Faucher
Het Kasteel van La Chapelle-Faucher (Frans: Château de La Chapelle-Faucher) is een kasteel in de Franse gemeente La Chapelle-Faucher.